# Tour cycliste international de la Guadeloupe 2021
La 70e édition du Tour cycliste international de la Guadeloupe a eu lieu du 22 octobre 2021 au 31 octobre 2021. La course fait partie du calendrier UCI America Tour 2021 en catégorie 2.2. Initialement prévue en août 2020, elle a été reportée en août 2021 puis en octobre 2021 à cause de la situation épidémique en Guadeloupe due au COVID-19,. 
Elle a été remportée par le Français Stefan Bennett (Team Pro Immo Nicolas Roux), qui remporte également le classement combiné. Il devance le Vénézuélien Luis Mora (UV Marie-Galante) de 2 min 39 s et le Français Clément Braz Afonso (CC Étupes) de 4 min 38 s, ce dernier étant également classé meilleur jeune.

Le Grec Polychrónis Tzortzákis (Kuwait Pro Cycling Team) remporte le classement par points et le classement de la combativité, le Vénézuélien José Alarcón (US Lamentin) celui de la montagne, tandis que les Français Mathieu Pellegrin (Team Cama CCD) gagne celui des points chauds. Pour finir, la formation française CC Étupes est déclarée meilleure équipe.

## Présentation

### Parcours
Le Tour se déroule en 10 étapes (dont un prologue) sur 10 jours. Il comporte 2 contre-la-montre, 5 étapes de plat et 3 étapes vallonnées. Il débute dans les rues de Pointe-à-Pitre le vendredi 22 octobre 2021 avec un prologue et s’achève le dimanche 31 octobre 2021 à Baie-Mahault, après un parcours de 1 171,80 km.

### Équipes
Classé en catégorie 2.2 de l'UCI America Tour, le Tour cycliste international de la Guadeloupe est par conséquent ouvert aux équipes continentales professionnelles, aux équipes continentales, aux sélections nationales, aux sélections régionales et aux clubs amateurs.
Vingt équipes participent à ce tour : deux équipes continentales, trois équipes de DN1 française, une sélection régionale, deux clubs étrangers et douze clubs locaux.
| Équipes continentales (2) | Équipes continentales (2) | Équipes continentales (2) |
| Nom de l'équipe           | Pays                      | Code                      |
| ------------------------- | ------------------------- | ------------------------- |
| Kuwait Pro Cycling Team   | Koweït                    | KPT                       |
| Dukla Banská Bystrica     | Slovaquie                 | DKB                       |

| Équipes nationales (3)     | Équipes nationales (3) | Équipes nationales (3) |
| Nom de l'équipe            | Pays                   | Code                   |
| -------------------------- | ---------------------- | ---------------------- |
| Team Pro Immo Nicolas Roux | France                 | PIM                    |
| Vendée U                   | France                 |                        |
| CC Étupes                  | France                 |                        |

| Sélections régionales (1) | Sélections régionales (1) | Sélections régionales (1) |
| Nom de l'équipe           | Pays                      | Code                      |
| ------------------------- | ------------------------- | ------------------------- |
| Sélection de Martinique   | France                    |                           |

| Équipes de clubs (14)          | Équipes de clubs (14)  | Équipes de clubs (14) |
| Nom de l'équipe                | Pays                   | Code                  |
| ------------------------------ | ---------------------- | --------------------- |
| Team Embrace The World Cycling | Allemagne              |                       |
| UV Marie-Galante               | France                 |                       |
| CSC Abymienne-Propreté 2000    | France                 |                       |
| Inteja                         | République dominicaine | DCT                   |
| Team Cama CCD                  | France                 |                       |
| Karukera Assainissement PDL    | France                 |                       |
| ASC Karak                      | France                 |                       |
| Excelsior                      | France                 |                       |
| Mixte AutoLagon                | France                 |                       |
| Gwada Bikers 118               | France                 |                       |
| Team USC Goyave                | France                 |                       |
| USR Vélo STPA                  | France                 |                       |
| Jeunesse Cycliste des Abymes   | France                 |                       |
| US Lamentin                    | France                 |                       |

### Favoris
Le vainqueur du précédent Tour, Adrien Guillonnet, n'est pas présent pour défendre son titre tout comme son ancienne équipe. Une équipe habituée des palmarès du Tour, la Team Pro Immo Nicolas Roux, aligne un coureur aux prétentions élevées : Mickaël Guichard, qui avait porté le maillot jaune 4 jours en 2018 avant de se blesser. Les équipes étrangères sont également en position de force, notamment la Kuwait Pro Cycling Team (avec Polychrónis Tzortzákis) ou Inteja, également habituée du Tour. Les jeunes cyclistes comme Clément Braz Afonso de la CC Étupes ou Thomas Bonnet de la Vendée U peuvent également espérer bien figurer au général. Les coureurs locaux, en manque de rythme dû au COVID-19, ne sont pas donnés favoris mais certains coureurs expérimentés, comme Boris Carène et Edwin Sánchez (Team Cama CCD), ou encore Ever Rivera (ASC Karak), peuvent créer la surprise.

### Primes
Les prix sont attribués suivant le barème de l'UCI,.
| Position           | 1er     | 2e      | 3e    | 4e    | 5e    | 6e    | 7e    | 8e    | 9e    | 10e à 20e |
| Classement général | 2 105 € | 1 055 € | 525 € | 265 € | 210 € | 158 € | 158 € | 107 € | 107 € | 50 €      |
| Par étape          | 1 205 € | 600 €   | 300 € | 150 € | 120 € | 90 €  | 90 €  | 60 €  | 60 €  | 30 €      |
| Par demi-étape     | 900 €   | 455 €   | 225 € | 115 € | 90 €  | 68 €  | 68 €  | 47 €  | 47 €  | 20 €      |

## Étapes
| Étape     | Date    | Villes étapes                   | type                        | Distance (km) | Vainqueur d'étape      | Leader du classement général |
| --------- | ------- | ------------------------------- | --------------------------- | ------------- | ---------------------- | ---------------------------- |
| Prologue  | 22 oct. | Pointe-à-Pitre – Pointe-à-Pitre | prologue                    | 4,7           | Mickaël Guichard       | Mickaël Guichard             |
| 1re étape | 23 oct. | Pointe-à-Pitre – Saint-François | étape de plaine             | 150,3         | Axel Zingle            | Axel Zingle                  |
| 2e étape  | 24 oct. | Saint-François – Deshaies       | étape vallonnée             | 145,5         | Mickaël Guichard       | Mickaël Guichard             |
| 3e étape  | 25 oct. | Deshaies – Capesterre-Belle-Eau | étape de plaine             | 152           | Polychrónis Tzortzákis | Stefan Bennett               |
| 4e étape  | 26 oct. | Vieux-Habitants – Lamentin      | étape vallonnée             | 145           | Daniel Bonilla         | Stefan Bennett               |
| 5e étape  | 27 oct. | Petit-Canal – Morne-à-l'Eau     | étape de plaine             | 150,5         | Polychrónis Tzortzákis | Stefan Bennett               |
| 6e étape  | 28 oct. | Morne-à-l'Eau – Le Gosier       | étape vallonnée             | 146,1         | Thomas Bonnet          | Stefan Bennett               |
| 7e étape  | 29 oct. | Le Gosier – Les Abymes          | étape de plaine             | 133,4         | Karl Patrick Lauk      | Stefan Bennett               |
| 8e étape  | 30 oct. | Baillif – Saint-Claude          | contre-la-montre individuel | 10,3          | Clément Braz Afonso    | Stefan Bennett               |
| 9e étape  | 31 oct. | Baie-Mahault – Baie-Mahault     | étape de plaine             | 142           | Théo Menant            | Stefan Bennett               |

## Déroulement de la course

### Prologue
| Classement du prologue | Classement du prologue | Classement du prologue | Classement du prologue      | Classement du prologue |
|                        | Coureur                | Pays                   | Équipe                      | Temps                  |
| ---------------------- | ---------------------- | ---------------------- | --------------------------- | ---------------------- |
| 1er                    | Mickaël Guichard       | France                 | Team Pro Immo Nicolas Roux  | en 5 min 28 s          |
| 2e                     | Axel Zingle            | France                 | CC Étupes                   | + 0 s                  |
| 3e                     | Mathieu Pellegrin      | France                 | Team Cama CCD               | + 1 s                  |
| 4e                     | Kaden Hopkins          | Bermudes               | Inteja                      | + 2 s                  |
| 5e                     | Larry Lutin            | France                 | Karukera Assainissement PDL | + 3 s                  |
| 6e                     | Edwin Sánchez          | Colombie               | Team Cama CCD               | + 4 s                  |
| 7e                     | Ángel Rivas            | Venezuela              | UV Marie-Galante            | + 5 s                  |
| 8e                     | Lucas Boniface         | France                 | Vendée U                    | + 7 s                  |
| 9e                     | Antonin Corvaisier     | France                 | Vendée U                    | + 7 s                  |
| 10e                    | José Alarcón           | Venezuela              | US Lamentin                 | + 8 s                  |
| modifier               |                        |                        |                             |                        |

| Classement général | Classement général | Classement général | Classement général          | Classement général |
|                    | Coureur            | Pays               | Équipe                      | Temps              |
| ------------------ | ------------------ | ------------------ | --------------------------- | ------------------ |
| 1er                | Mickaël Guichard   | France             | Team Pro Immo Nicolas Roux  | en 5 min 28 s      |
| 2e                 | Axel Zingle        | France             | CC Étupes                   | + 0 s              |
| 3e                 | Mathieu Pellegrin  | France             | Team Cama CCD               | + 1 s              |
| 4e                 | Kaden Hopkins      | Bermudes           | Inteja                      | + 2 s              |
| 5e                 | Larry Lutin        | France             | Karukera Assainissement PDL | + 3 s              |
| 6e                 | Edwin Sánchez      | Colombie           | Team Cama CCD               | + 4 s              |
| 7e                 | Ángel Rivas        | Venezuela          | UV Marie-Galante            | + 5 s              |
| 8e                 | Lucas Boniface     | France             | Vendée U                    | + 7 s              |
| 9e                 | Antonin Corvaisier | France             | Vendée U                    | + 7 s              |
| 10e                | José Alarcón       | Venezuela          | US Lamentin                 | + 8 s              |
| modifier           |                    |                    |                             |                    |

### 1reétape
| Classement de l'étape | Classement de l'étape  | Classement de l'étape | Classement de l'étape          | Classement de l'étape |
|                       | Coureur                | Pays                  | Équipe                         | Temps                 |
| --------------------- | ---------------------- | --------------------- | ------------------------------ | --------------------- |
| 1er                   | Axel Zingle            | France                | CC Étupes                      | en 3 h 36 min 23 s    |
| 2e                    | Polychrónis Tzortzákis | Grèce                 | Kuwait Pro Cycling Team        | + 0 s                 |
| 3e                    | Lukáš Kubiš            | Slovaquie             | Dukla Banská Bystrica          | + 0 s                 |
| 4e                    | Thomas Bonnet          | France                | Vendée U                       | + 0 s                 |
| 5e                    | Alexandre Lachages     | France                | Excelsior                      | + 0 s                 |
| 6e                    | Julian Hellmann        | Allemagne             | Team Embrace The World Cycling | + 0 s                 |
| 7e                    | Karl Patrick Lauk      | Estonie               | Team Pro Immo Nicolas Roux     | + 0 s                 |
| 8e                    | José Alarcón           | Venezuela             | US Lamentin                    | + 4 s                 |
| 9e                    | Théo Menant            | France                | Vendée U                       | + 39 s                |
| 10e                   | Jérémy Deloumeaux      | France                | Jeunesse Cycliste des Abymes   | + 39 s                |
| modifier              |                        |                       |                                |                       |

| Classement général | Classement général     | Classement général | Classement général             | Classement général |
|                    | Coureur                | Pays               | Équipe                         | Temps              |
| ------------------ | ---------------------- | ------------------ | ------------------------------ | ------------------ |
| 1er                | Axel Zingle            | France             | CC Étupes                      | en 3 h 41 min 39 s |
| 2e                 | Polychrónis Tzortzákis | Grèce              | Kuwait Pro Cycling Team        | + 14 s             |
| 3e                 | Lukáš Kubiš            | Slovaquie          | Dukla Banská Bystrica          | + 19 s             |
| 4e                 | Thomas Bonnet          | France             | Vendée U                       | + 20 s             |
| 5e                 | Karl Patrick Lauk      | Estonie            | Team Pro Immo Nicolas Roux     | + 20 s             |
| 6e                 | Alexandre Lachages     | France             | Excelsior                      | + 23 s             |
| 7e                 | José Alarcón           | Venezuela          | US Lamentin                    | + 24 s             |
| 8e                 | Julian Hellmann        | Allemagne          | Team Embrace The World Cycling | + 27 s             |
| 9e                 | Mickaël Guichard       | France             | Team Pro Immo Nicolas Roux     | + 51 s             |
| 10e                | Mathieu Pellegrin      | France             | Team Cama CCD                  | + 52 s             |
| modifier           |                        |                    |                                |                    |

### 2eétape
| Classement de l'étape | Classement de l'étape | Classement de l'étape | Classement de l'étape          | Classement de l'étape |
|                       | Coureur               | Pays                  | Équipe                         | Temps                 |
| --------------------- | --------------------- | --------------------- | ------------------------------ | --------------------- |
| 1er                   | Mickaël Guichard      | France                | Team Pro Immo Nicolas Roux     | en 3 h 24 min 1 s     |
| 2e                    | Gwen Leclainche       | France                | CC Étupes                      | + 1 min 11 s          |
| 3e                    | Stefan Bennett        | France                | Team Pro Immo Nicolas Roux     | + 1 min 31 s          |
| 4e                    | Julian Hellmann       | Allemagne             | Team Embrace The World Cycling | + 2 min 48 s          |
| 5e                    | Thomas Bonnet         | France                | Vendée U                       | + 3 min 7 s           |
| 6e                    | Clément Braz Afonso   | France                | CC Étupes                      | + 3 min 15 s          |
| 7e                    | Luis Mora             | Venezuela             | UV Marie-Galante               | + 3 min 46 s          |
| 8e                    | Benjamín Prades       | Espagne               | Inteja                         | + 4 min 4 s           |
| 9e                    | Patrik Tybor          | Slovaquie             | Dukla Banská Bystrica          | + 4 min 18 s          |
| 10e                   | Abdulhadi Alajmi      | Koweït                | Kuwait Pro Cycling Team        | + 4 min 25 s          |
| modifier              |                       |                       |                                |                       |

| Classement général | Classement général  | Classement général | Classement général             | Classement général |
|                    | Coureur             | Pays               | Équipe                         | Temps              |
| ------------------ | ------------------- | ------------------ | ------------------------------ | ------------------ |
| 1er                | Mickaël Guichard    | France             | Team Pro Immo Nicolas Roux     | en 7 h 6 min 21 s  |
| 2e                 | Gwen Leclainche     | France             | CC Étupes                      | + 1 min 32 s       |
| 3e                 | Stefan Bennett      | France             | Team Pro Immo Nicolas Roux     | + 1 min 43 s       |
| 4e                 | Julian Hellmann     | Allemagne          | Team Embrace The World Cycling | + 2 min 33 s       |
| 5e                 | Thomas Bonnet       | France             | Vendée U                       | + 2 min 46 s       |
| 6e                 | Clément Braz Afonso | France             | CC Étupes                      | + 3 min 44 s       |
| 7e                 | Luis Mora           | Venezuela          | UV Marie-Galante               | + 4 min 6 s        |
| 8e                 | Benjamín Prades     | Espagne            | Inteja                         | + 4 min 31 s       |
| 9e                 | Patrik Tybor        | Slovaquie          | Dukla Banská Bystrica          | + 4 min 40 s       |
| 10e                | Edwin Sánchez       | Colombie           | Team Cama CCD                  | + 4 min 41 s       |
| modifier           |                     |                    |                                |                    |

### 3eétape
| Classement de l'étape | Classement de l'étape  | Classement de l'étape | Classement de l'étape       | Classement de l'étape |
|                       | Coureur                | Pays                  | Équipe                      | Temps                 |
| --------------------- | ---------------------- | --------------------- | --------------------------- | --------------------- |
| 1er                   | Polychrónis Tzortzákis | Grèce                 | Kuwait Pro Cycling Team     | en 3 h 43 min 13 s    |
| 2e                    | Larry Lutin            | France                | Karukera Assainissement PDL | + 2 s                 |
| 3e                    | Antonin Corvaisier     | France                | Vendée U                    | + 2 s                 |
| 4e                    | Luis Mora              | Venezuela             | UV Marie-Galante            | + 2 s                 |
| 5e                    | Clément Braz Afonso    | France                | CC Étupes                   | + 2 s                 |
| 6e                    | Stefan Bennett         | France                | Team Pro Immo Nicolas Roux  | + 2 s                 |
| 7e                    | Edwin Sánchez          | Colombie              | Team Cama CCD               | + 6 s                 |
| 8e                    | Maxime Richard         | France                | CC Étupes                   | + 6 s                 |
| 9e                    | Damien Urcel           | France                | Team USC Goyave             | + 15 s                |
| 10e                   | Raphaël Lautone        | France                | US Lamentin                 | + 18 s                |
| modifier              |                        |                       |                             |                       |

| Classement général | Classement général  | Classement général | Classement général             | Classement général  |
|                    | Coureur             | Pays               | Équipe                         | Temps               |
| ------------------ | ------------------- | ------------------ | ------------------------------ | ------------------- |
| 1er                | Stefan Bennett      | France             | Team Pro Immo Nicolas Roux     | en 10 h 51 min 19 s |
| 2e                 | Clément Braz Afonso | France             | CC Étupes                      | + 2 min 1 s         |
| 3e                 | Luis Mora           | Venezuela          | UV Marie-Galante               | + 2 min 23 s        |
| 4e                 | Edwin Sánchez       | Colombie           | Team Cama CCD                  | + 3 min 2 s         |
| 5e                 | Mickaël Guichard    | France             | Team Pro Immo Nicolas Roux     | + 4 min 37 s        |
| 6e                 | Gwen Leclainche     | France             | CC Étupes                      | + 6 min 29 s        |
| 7e                 | Julian Hellmann     | Allemagne          | Team Embrace The World Cycling | + 6 min 43 s        |
| 8e                 | Thomas Bonnet       | France             | Vendée U                       | + 7 min 23 s        |
| 9e                 | Ángel Rivas         | Venezuela          | UV Marie-Galante               | + 7 min 36 s        |
| 10e                | Damien Urcel        | France             | Team USC Goyave                | + 8 min 6 s         |
| modifier           |                     |                    |                                |                     |

### 4eétape
| Classement de l'étape | Classement de l'étape | Classement de l'étape | Classement de l'étape          | Classement de l'étape |
|                       | Coureur               | Pays                  | Équipe                         | Temps                 |
| --------------------- | --------------------- | --------------------- | ------------------------------ | --------------------- |
| 1er                   | Daniel Bonilla        | Costa Rica            | Inteja                         | en 3 h 44 min 36 s    |
| 2e                    | José Alarcón          | Venezuela             | US Lamentin                    | + 5 s                 |
| 3e                    | Thomas Bonnet         | France                | Vendée U                       | + 2 min 13 s          |
| 4e                    | Axel Zingle           | France                | CC Étupes                      | + 2 min 15 s          |
| 5e                    | Benjamín Prades       | Espagne               | Inteja                         | + 2 min 15 s          |
| 6e                    | Heiko Homrighausen    | Allemagne             | Team Embrace The World Cycling | + 2 min 15 s          |
| 7e                    | Gwen Leclainche       | France                | CC Étupes                      | + 2 min 15 s          |
| 8e                    | Mickaël Guichard      | France                | Team Pro Immo Nicolas Roux     | + 2 min 15 s          |
| 9e                    | Luis Mora             | Venezuela             | UV Marie-Galante               | + 2 min 15 s          |
| 10e                   | Lukáš Kubiš           | Slovaquie             | Dukla Banská Bystrica          | + 2 min 15 s          |
| modifier              |                       |                       |                                |                       |

| Classement général | Classement général  | Classement général | Classement général         | Classement général  |
|                    | Coureur             | Pays               | Équipe                     | Temps               |
| ------------------ | ------------------- | ------------------ | -------------------------- | ------------------- |
| 1er                | Stefan Bennett      | France             | Team Pro Immo Nicolas Roux | en 14 h 38 min 10 s |
| 2e                 | Clément Braz Afonso | France             | CC Étupes                  | + 2 min 1 s         |
| 3e                 | Luis Mora           | Venezuela          | UV Marie-Galante           | + 2 min 23 s        |
| 4e                 | Edwin Sánchez       | Colombie           | Team Cama CCD              | + 3 min 2 s         |
| 5e                 | Mickaël Guichard    | France             | Team Pro Immo Nicolas Roux | + 4 min 37 s        |
| 6e                 | Gwen Leclainche     | France             | CC Étupes                  | + 6 min 29 s        |
| 7e                 | José Alarcón        | Venezuela          | US Lamentin                | + 6 min 58 s        |
| 8e                 | Thomas Bonnet       | France             | Vendée U                   | + 7 min 17 s        |
| 9e                 | Ángel Rivas         | Venezuela          | UV Marie-Galante           | + 7 min 42 s        |
| 10e                | Benjamín Prades     | Espagne            | Inteja                     | + 8 min 37 s        |
| modifier           |                     |                    |                            |                     |

### 5eétape
| Classement de l'étape | Classement de l'étape  | Classement de l'étape | Classement de l'étape       | Classement de l'étape |
|                       | Coureur                | Pays                  | Équipe                      | Temps                 |
| --------------------- | ---------------------- | --------------------- | --------------------------- | --------------------- |
| 1er                   | Polychrónis Tzortzákis | Grèce                 | Kuwait Pro Cycling Team     | en 3 h 28 min 42 s    |
| 2e                    | Théo Menant            | France                | Vendée U                    | + 3 s                 |
| 3e                    | Axel Zingle            | France                | CC Étupes                   | + 3 s                 |
| 4e                    | Gwen Leclainche        | France                | CC Étupes                   | + 3 s                 |
| 5e                    | Lukáš Kubiš            | Slovaquie             | Dukla Banská Bystrica       | + 3 s                 |
| 6e                    | Karl Patrick Lauk      | Estonie               | Team Pro Immo Nicolas Roux  | + 3 s                 |
| 7e                    | Larry Lutin            | France                | Karukera Assainissement PDL | + 3 s                 |
| 8e                    | Benjamín Prades        | Espagne               | Inteja                      | + 3 s                 |
| 9e                    | Mathieu Pellegrin      | France                | Team Cama CCD               | + 3 s                 |
| 10e                   | Boris Carène           | France                | Team Cama CCD               | + 3 s                 |
| modifier              |                        |                       |                             |                       |

| Classement général | Classement général  | Classement général | Classement général         | Classement général |
|                    | Coureur             | Pays               | Équipe                     | Temps              |
| ------------------ | ------------------- | ------------------ | -------------------------- | ------------------ |
| 1er                | Stefan Bennett      | France             | Team Pro Immo Nicolas Roux | en 18 h 6 min 54 s |
| 2e                 | Clément Braz Afonso | France             | CC Étupes                  | + 2 min 2 s        |
| 3e                 | Luis Mora           | Venezuela          | UV Marie-Galante           | + 2 min 24 s       |
| 4e                 | Edwin Sánchez       | Colombie           | Team Cama CCD              | + 3 min 3 s        |
| 5e                 | Mickaël Guichard    | France             | Team Pro Immo Nicolas Roux | + 4 min 38 s       |
| 6e                 | Gwen Leclainche     | France             | CC Étupes                  | + 6 min 30 s       |
| 7e                 | José Alarcón        | Venezuela          | US Lamentin                | + 6 min 59 s       |
| 8e                 | Thomas Bonnet       | France             | Vendée U                   | + 7 min 18 s       |
| 9e                 | Ángel Rivas         | Venezuela          | UV Marie-Galante           | + 7 min 43 s       |
| 10e                | Benjamín Prades     | Espagne            | Inteja                     | + 8 min 38 s       |
| modifier           |                     |                    |                            |                    |

### 6eétape
| Classement de l'étape | Classement de l'étape | Classement de l'étape | Classement de l'étape          | Classement de l'étape |
|                       | Coureur               | Pays                  | Équipe                         | Temps                 |
| --------------------- | --------------------- | --------------------- | ------------------------------ | --------------------- |
| 1er                   | Thomas Bonnet         | France                | Vendée U                       | en 3 h 50 min 54 s    |
| 2e                    | Luis Mora             | Venezuela             | UV Marie-Galante               | + 0 s                 |
| 3e                    | Stefan Bennett        | France                | Team Pro Immo Nicolas Roux     | + 0 s                 |
| 4e                    | Benjamín Prades       | Espagne               | Inteja                         | + 2 min 45 s          |
| 5e                    | Gwen Leclainche       | France                | CC Étupes                      | + 2 min 45 s          |
| 6e                    | Heiko Homrighausen    | Allemagne             | Team Embrace The World Cycling | + 2 min 45 s          |
| 7e                    | Ángel Rivas           | Venezuela             | UV Marie-Galante               | + 2 min 47 s          |
| 8e                    | José Alarcón          | Venezuela             | US Lamentin                    | + 2 min 48 s          |
| 9e                    | Clément Braz Afonso   | France                | CC Étupes                      | + 2 min 52 s          |
| 10e                   | Yorman Fuentes        | Venezuela             | ASC Karak                      | + 2 min 58 s          |
| modifier              |                       |                       |                                |                       |

| Classement général | Classement général  | Classement général | Classement général         | Classement général  |
|                    | Coureur             | Pays               | Équipe                     | Temps               |
| ------------------ | ------------------- | ------------------ | -------------------------- | ------------------- |
| 1er                | Stefan Bennett      | France             | Team Pro Immo Nicolas Roux | en 21 h 57 min 44 s |
| 2e                 | Luis Mora           | Venezuela          | UV Marie-Galante           | + 2 min 22 s        |
| 3e                 | Clément Braz Afonso | France             | CC Étupes                  | + 4 min 58 s        |
| 4e                 | Thomas Bonnet       | France             | Vendée U                   | + 7 min 12 s        |
| 5e                 | Edwin Sánchez       | Colombie           | Team Cama CCD              | + 7 min 31 s        |
| 6e                 | Gwen Leclainche     | France             | CC Étupes                  | + 9 min 19 s        |
| 7e                 | José Alarcón        | Venezuela          | US Lamentin                | + 9 min 51 s        |
| 8e                 | Ángel Rivas         | Venezuela          | UV Marie-Galante           | + 10 min 34 s       |
| 9e                 | Benjamín Prades     | Espagne            | Inteja                     | + 11 min 27 s       |
| 10e                | Mickaël Guichard    | France             | Team Pro Immo Nicolas Roux | + 11 min 41 s       |
| modifier           |                     |                    |                            |                     |

### 7eétape
| Classement de l'étape | Classement de l'étape   | Classement de l'étape | Classement de l'étape          | Classement de l'étape |
|                       | Coureur                 | Pays                  | Équipe                         | Temps                 |
| --------------------- | ----------------------- | --------------------- | ------------------------------ | --------------------- |
| 1er                   | Karl Patrick Lauk       | Estonie               | Team Pro Immo Nicolas Roux     | en 3 h 10 min 42 s    |
| 2e                    | Baptiste Vadic          | France                | Vendée U                       | + 0 s                 |
| 3e                    | Yorman Fuentes          | Venezuela             | ASC Karak                      | + 0 s                 |
| 4e                    | Heiko Homrighausen      | Allemagne             | Team Embrace The World Cycling | + 0 s                 |
| 5e                    | Daniel Bonilla          | Costa Rica            | Inteja                         | + 0 s                 |
| 6e                    | Meving Gène             | France                | CSC Abymienne-Propreté 2000    | + 0 s                 |
| 7e                    | Damien Maroni-Chevalier | France                | UV Marie-Galante               | + 0 s                 |
| 8e                    | Polychrónis Tzortzákis  | Grèce                 | Kuwait Pro Cycling Team        | + 0 s                 |
| 9e                    | Taïno Cailliau          | France                | CSC Abymienne-Propreté 2000    | + 48 s                |
| 10e                   | Théo Menant             | France                | Vendée U                       | + 1 min 11 s          |
| modifier              |                         |                       |                                |                       |

| Classement général | Classement général  | Classement général | Classement général         | Classement général  |
|                    | Coureur             | Pays               | Équipe                     | Temps               |
| ------------------ | ------------------- | ------------------ | -------------------------- | ------------------- |
| 1er                | Stefan Bennett      | France             | Team Pro Immo Nicolas Roux | en 25 h 12 min 22 s |
| 2e                 | Luis Mora           | Venezuela          | UV Marie-Galante           | + 2 min 22 s        |
| 3e                 | Clément Braz Afonso | France             | CC Étupes                  | + 4 min 58 s        |
| 4e                 | Thomas Bonnet       | France             | Vendée U                   | + 7 min 12 s        |
| 5e                 | Edwin Sánchez       | Colombie           | Team Cama CCD              | + 7 min 31 s        |
| 6e                 | Gwen Leclainche     | France             | CC Étupes                  | + 9 min 19 s        |
| 7e                 | José Alarcón        | Venezuela          | US Lamentin                | + 9 min 51 s        |
| 8e                 | Ángel Rivas         | Venezuela          | UV Marie-Galante           | + 10 min 34 s       |
| 9e                 | Benjamín Prades     | Espagne            | Inteja                     | + 11 min 27 s       |
| 10e                | Mickaël Guichard    | France             | Team Pro Immo Nicolas Roux | + 11 min 41 s       |
| modifier           |                     |                    |                            |                     |

### 8eétape
| Classement de l'étape | Classement de l'étape | Classement de l'étape | Classement de l'étape      | Classement de l'étape |
|                       | Coureur               | Pays                  | Équipe                     | Temps                 |
| --------------------- | --------------------- | --------------------- | -------------------------- | --------------------- |
| 1er                   | Clément Braz Afonso   | France                | CC Étupes                  | en 23 min 38 s        |
| 2e                    | Stefan Bennett        | France                | Team Pro Immo Nicolas Roux | + 1 s                 |
| 3e                    | Axel Zingle           | France                | CC Étupes                  | + 38 s                |
| 4e                    | Luis Mora             | Venezuela             | UV Marie-Galante           | + 42 s                |
| 5e                    | Gwen Leclainche       | France                | CC Étupes                  | + 43 s                |
| 6e                    | José Alarcón          | Venezuela             | US Lamentin                | + 49 s                |
| 7e                    | Thomas Bonnet         | France                | Vendée U                   | + 1 min 18 s          |
| 8e                    | Daniel Bonilla        | Costa Rica            | Inteja                     | + 1 min 31 s          |
| 9e                    | Ángel Rivas           | Venezuela             | UV Marie-Galante           | + 1 min 34 s          |
| 10e                   | Patrik Tybor          | Slovaquie             | Dukla Banská Bystrica      | + 1 min 51 s          |
| modifier              |                       |                       |                            |                       |

| Classement général | Classement général  | Classement général | Classement général         | Classement général |
|                    | Coureur             | Pays               | Équipe                     | Temps              |
| ------------------ | ------------------- | ------------------ | -------------------------- | ------------------ |
| 1er                | Stefan Bennett      | France             | Team Pro Immo Nicolas Roux | en 25 h 36 min 1 s |
| 2e                 | Luis Mora           | Venezuela          | UV Marie-Galante           | + 3 min 3 s        |
| 3e                 | Clément Braz Afonso | France             | CC Étupes                  | + 4 min 57 s       |
| 4e                 | Thomas Bonnet       | France             | Vendée U                   | + 8 min 29 s       |
| 5e                 | Edwin Sánchez       | Colombie           | Team Cama CCD              | + 9 min 42 s       |
| 6e                 | Gwen Leclainche     | France             | CC Étupes                  | + 10 min 1 s       |
| 7e                 | José Alarcón        | Venezuela          | US Lamentin                | + 10 min 39 s      |
| 8e                 | Ángel Rivas         | Venezuela          | UV Marie-Galante           | + 12 min 7 s       |
| 9e                 | Benjamín Prades     | Espagne            | Inteja                     | + 13 min 32 s      |
| 10e                | Mickaël Guichard    | France             | Team Pro Immo Nicolas Roux | + 14 min 2 s       |
| modifier           |                     |                    |                            |                    |

### 9eétape
| Classement de l'étape | Classement de l'étape  | Classement de l'étape | Classement de l'étape       | Classement de l'étape |
|                       | Coureur                | Pays                  | Équipe                      | Temps                 |
| --------------------- | ---------------------- | --------------------- | --------------------------- | --------------------- |
| 1er                   | Théo Menant            | France                | Vendée U                    | en 3 h 5 min 12 s     |
| 2e                    | Karl Patrick Lauk      | Estonie               | Team Pro Immo Nicolas Roux  | + 0 s                 |
| 3e                    | Axel Zingle            | France                | CC Étupes                   | + 0 s                 |
| 4e                    | Benjamín Prades        | Espagne               | Inteja                      | + 0 s                 |
| 5e                    | Lukáš Kubiš            | Slovaquie             | Dukla Banská Bystrica       | + 0 s                 |
| 6e                    | Polychrónis Tzortzákis | Grèce                 | Kuwait Pro Cycling Team     | + 0 s                 |
| 7e                    | Gwen Leclainche        | France                | CC Étupes                   | + 0 s                 |
| 8e                    | Yannis Agricole        | France                | Team USC Goyave             | + 0 s                 |
| 9e                    | Thomas Bonnet          | France                | Vendée U                    | + 0 s                 |
| 10e                   | Larry Lutin            | France                | Karukera Assainissement PDL | + 0 s                 |
| modifier              |                        |                       |                             |                       |

## Classements finals

### Classement général final
| Classement général | Classement général  | Classement général | Classement général         | Classement général  |
|                    | Coureur             | Pays               | Équipe                     | Temps               |
| ------------------ | ------------------- | ------------------ | -------------------------- | ------------------- |
| 1er                | Stefan Bennett      | France             | Team Pro Immo Nicolas Roux | en 28 h 41 min 37 s |
| 2e                 | Luis Mora           | Venezuela          | UV Marie-Galante           | + 2 min 39 s        |
| 3e                 | Clément Braz Afonso | France             | CC Étupes                  | + 4 min 38 s        |
| 4e                 | Thomas Bonnet       | France             | Vendée U                   | + 8 min 5 s         |
| 5e                 | Edwin Sánchez       | Colombie           | Team Cama CCD              | + 9 min 23 s        |
| 6e                 | Gwen Leclainche     | France             | CC Étupes                  | + 9 min 37 s        |
| 7e                 | José Alarcón        | Venezuela          | US Lamentin                | + 10 min 20 s       |
| 8e                 | Ángel Rivas         | Venezuela          | UV Marie-Galante           | + 11 min 48 s       |
| 9e                 | Benjamín Prades     | Espagne            | Inteja                     | + 13 min 5 s        |
| 10e                | Mickaël Guichard    | France             | Team Pro Immo Nicolas Roux | + 13 min 43 s       |
| modifier           |                     |                    |                            |                     |

### Classements annexes
| Classement par points | Classement par points  | Classement par points | Classement par points   | Classement par points |
| --------------------- | ---------------------- | --------------------- | ----------------------- | --------------------- |
|                       | Coureur                | Pays                  | Équipe                  | Point(s)              |
| 1er                   | Polychrónis Tzortzákis | Grèce                 | Kuwait Pro Cycling Team | 88 points             |
| 2e                    | Axel Zingle            | France                | CC Étupes               | 81 pts                |
| 3e                    | Thomas Bonnet          | France                | Vendée U                | 78 pts                |
| modifier              |                        |                       |                         |                       |

| Classement de la montagne | Classement de la montagne | Classement de la montagne | Classement de la montagne  | Classement de la montagne |
| ------------------------- | ------------------------- | ------------------------- | -------------------------- | ------------------------- |
|                           | Coureur                   | Pays                      | Équipe                     | Point(s)                  |
| 1er                       | José Alarcón              | Venezuela                 | US Lamentin                | 89 points                 |
| 2e                        | Daniel Bonilla            | Costa Rica                | Inteja                     | 63 pts                    |
| 3e                        | Stefan Bennett            | France                    | Team Pro Immo Nicolas Roux | 35 pts                    |
| modifier                  |                           |                           |                            |                           |

| Classement des points chauds | Classement des points chauds | Classement des points chauds | Classement des points chauds | Classement des points chauds |
| ---------------------------- | ---------------------------- | ---------------------------- | ---------------------------- | ---------------------------- |
|                              | Coureur                      | Pays                         | Équipe                       | Point(s)                     |
| 1er                          | Mathieu Pellegrin            | France                       | Team Cama CCD                | 29 points                    |
| 2e                           | Adam Foltán                  | Slovaquie                    | Dukla Banská Bystrica        | 24 pts                       |
| 3e                           | Kaden Hopkins                | Bermudes                     | Inteja                       | 18 pts                       |
| modifier                     |                              |                              |                              |                              |

| Classement du meilleur jeune | Classement du meilleur jeune | Classement du meilleur jeune | Classement du meilleur jeune | Classement du meilleur jeune |
|                              | Coureur                      | Pays                         | Équipe                       | Temps                        |
| ---------------------------- | ---------------------------- | ---------------------------- | ---------------------------- | ---------------------------- |
| 1er                          | Clément Braz Afonso          | France                       | CC Étupes                    | en 28 h 46 min 15 s          |
| 2e                           | Gwen Leclainche              | France                       | CC Étupes                    | + 4 min 59 s                 |
| 3e                           | Taïno Cailliau               | France                       | CSC Abymienne-Propreté 2000  | + 26 min 34 s                |
| modifier                     |                              |                              |                              |                              |

| Classement combiné | Classement combiné | Classement combiné | Classement combiné         | Classement combiné |
| ------------------ | ------------------ | ------------------ | -------------------------- | ------------------ |
|                    | Coureur            | Pays               | Équipe                     | Point(s)           |
| 1er                | Stefan Bennett     | France             | Team Pro Immo Nicolas Roux | 12 points          |
| 2e                 | Thomas Bonnet      | France             | Vendée U                   | 14 pts             |
| 3e                 | Gwen Leclainche    | France             | CC Étupes                  | 16 pts             |
| modifier           |                    |                    |                            |                    |

| Classement de la combativité | Classement de la combativité | Classement de la combativité | Classement de la combativité | Classement de la combativité |
| ---------------------------- | ---------------------------- | ---------------------------- | ---------------------------- | ---------------------------- |
|                              | Coureur                      | Pays                         | Équipe                       | Point(s)                     |
| 1er                          | Polychrónis Tzortzákis       | Grèce                        | Kuwait Pro Cycling Team      | 26 points                    |
| 2e                           | Karl Patrick Lauk            | Estonie                      | Team Pro Immo Nicolas Roux   | 16 pts                       |
| 3e                           | Mathieu Pellegrin            | France                       | Team Cama CCD                | 16 pts                       |
| modifier                     |                              |                              |                              |                              |

| \| Classement par équipes[16] \| Classement par équipes[16] \| Classement par équipes[16] \| Classement par équipes[16] \| \| \| Équipe \| Pays \| Temps \| \| -------------------------- \| -------------------------- \| -------------------------- \| -------------------------- \| \| 1re \| CC Étupes \| France \| en 86 h 32 min 12 s \| \| 2e \| Team Pro Immo Nicolas Roux \| France \| + 20 min 9 s \| \| 3e \| UV Marie-Galante \| France \| + 25 min 34 s \| \| modifier \| \| \| \| |                            |        |                     |
| Classement par équipes |                            |        |                     |
| | Équipe                     | Pays   | Temps               |
| 1re | CC Étupes                  | France | en 86 h 32 min 12 s |
| 2e | Team Pro Immo Nicolas Roux | France | + 20 min 9 s        |
| 3e | UV Marie-Galante           | France | + 25 min 34 s       |
| modifier |                            |        |                     |

## Évolution des classements
| Étape              | Vainqueur              | Classement général | Classement par points  | Classement de la montagne | Classement des points chauds | Classement du meilleur jeune | Classement combiné | Classement de la combativité | Classement par équipes     |
| ------------------ | ---------------------- | ------------------ | ---------------------- | ------------------------- | ---------------------------- | ---------------------------- | ------------------ | ---------------------------- | -------------------------- |
| Prologue           | Mickaël Guichard       | Mickaël Guichard   | Non décerné            | Non décerné               | Non décerné                  | Kaden Hopkins                | Non décerné        | Non décerné                  | Team Cama CCD              |
| 1                  | Axel Zingle            | Axel Zingle        | Axel Zingle            | José Alarcón              | Karl Patrick Lauk            | Lukáš Kubiš                  | Lukáš Kubiš        | Axel Zingle                  | Team Pro Immo Nicolas Roux |
| 2                  | Mickaël Guichard       | Mickaël Guichard   | Mickaël Guichard       | Mickaël Guichard          | Mathieu Pellegrin            | Gwen Leclainche              | Mickaël Guichard   | Mickaël Guichard             | Team Pro Immo Nicolas Roux |
| 3                  | Polychrónis Tzortzákis | Stefan Bennett     | Polychrónis Tzortzákis | Mickaël Guichard          | Adam Foltán                  | Clément Braz Afonso          | Mickaël Guichard   | Polychrónis Tzortzákis       | CC Étupes                  |
| 4                  | Daniel Bonilla         | Stefan Bennett     | Polychrónis Tzortzákis | José Alarcón              | Adam Foltán                  | Clément Braz Afonso          | Stefan Bennett     | Polychrónis Tzortzákis       | CC Étupes                  |
| 5                  | Polychrónis Tzortzákis | Stefan Bennett     | Polychrónis Tzortzákis | José Alarcón              | Adam Foltán                  | Clément Braz Afonso          | Gwen Leclainche    | Polychrónis Tzortzákis       | CC Étupes                  |
| 6                  | Thomas Bonnet          | Stefan Bennett     | Polychrónis Tzortzákis | José Alarcón              | Mathieu Pellegrin            | Clément Braz Afonso          | Stefan Bennett     | Polychrónis Tzortzákis       | CC Étupes                  |
| 7                  | Karl Patrick Lauk      | Stefan Bennett     | Polychrónis Tzortzákis | José Alarcón              | Mathieu Pellegrin            | Clément Braz Afonso          | Stefan Bennett     | Polychrónis Tzortzákis       | CC Étupes                  |
| 8                  | Clément Braz Afonso    | Stefan Bennett     | Polychrónis Tzortzákis | José Alarcón              | Mathieu Pellegrin            | Clément Braz Afonso          | Stefan Bennett     | Polychrónis Tzortzákis       | CC Étupes                  |
| 9                  | Théo Menant            | Stefan Bennett     | Polychrónis Tzortzákis | José Alarcón              | Mathieu Pellegrin            | Clément Braz Afonso          | Stefan Bennett     | Polychrónis Tzortzákis       | CC Étupes                  |
| Classements finals | Classements finals     | Stefan Bennett     | Polychrónis Tzortzákis | José Alarcón              | Mathieu Pellegrin            | Clément Braz Afonso          | Stefan Bennett     | Polychrónis Tzortzákis       | CC Étupes                  |

## Liste des participants
- Liste de départ complète

| Légende                                | Légende                                                                                                  | Légende                                | Légende                                                                                                  |
| -------------------------------------- | --- | -------------------------------------- | --- |
| Num                                    | Dossard de départ porté par le coureur sur ce Tour de la Guadeloupe                                      | Pos                                    | Position finale au classement général                                                                    |
| Leader du classement général           | Indique le vainqueur du classement général                                                               | Leader du classement par points        | Indique le vainqueur du classement par points                                                            |
| Leader du classement de la montagne    | Indique le vainqueur du classement de la montagne                                                        | Leader du classement des points chauds | Indique le vainqueur du classement des points chauds                                                     |
| Leader du classement du meilleur jeune | Indique le vainqueur du classement du meilleur jeune                                                     | Leader du classement de la combativité | Indique le vainqueur du classement de la combativité                                                     |
| Leader du classement du combiné        | Indique le vainqueur du classement combiné                                                               | #                                      | Indique la meilleure équipe                                                                              |
| NP                                     | Indique un coureur qui n'a pas pris le départ d'une étape, suivi du numéro de l'étape où il s'est retiré | AB                                     | Indique un coureur qui n'a pas terminé une étape, suivi du numéro de l'étape où il s'est retiré          |
| HD                                     | Indique un coureur qui a terminé une étape hors des délais, suivi du numéro de l'étape                   | *                                      | Indique un coureur en lice pour le classement du meilleur jeune (coureurs nés après le 1er janvier 1999) |
| DSQ                                    | Indique un coureur qui a été disqualifié de la course, suivi du numéro de l'étape                        |                                        | |

| Team Embrace The World Cycling - | Team Embrace The World Cycling - | Team Embrace The World Cycling - |
| -------------------------------- | -------------------------------- | -------------------------------- |
| Num                              | Coureur                          | Pos                              |
| 1                                | Heiko Homrighausen (ALL)         | 12e                              |
| 2                                | Sebastian Beyer (ALL)            | 61e                              |
| 3                                | Marcel Peschges (ALL)            | 60e                              |
| 4                                | Julian Hellmann (ALL)            | 20e                              |
| 5                                | Fabian Kruschewski (ALL)         | AB-1                             |
| 6                                | Peter Schermann (ALL)            | 62e                              |
| Directeur sportif :              |                                  |                                  |

| UV Marie-Galante -  | UV Marie-Galante -            | UV Marie-Galante - |
| ------------------- | ----------------------------- | ------------------ |
| Num                 | Coureur                       | Pos                |
| 11                  | Olivier Chauppard (FRA)       | AB-5               |
| 12                  | Wildrick Eglela (FRA)         | NP-3               |
| 13                  | Damien Maroni-Chevalier (FRA) | 22e                |
| 14                  | Luis Mora (VEN)               | 2e                 |
| 15                  | Ángel Rivas (VEN)             | 8e                 |
| 16                  | Grégory Ruffe (FRA)           | HD-2               |
| Directeur sportif : |                               |                    |

| Team Pro Immo Nicolas Roux PIM | Team Pro Immo Nicolas Roux PIM | Team Pro Immo Nicolas Roux PIM |
| ------------------------------ | ------------------------------ | ------------------------------ |
| Num                            | Coureur                        | Pos                            |
| 21                             | Stefan Bennett (FRA)           | 1er                            |
| 22                             | Karl Patrick Lauk (EST)        | 29e                            |
| 23                             | Mickaël Guichard (FRA)         | 10e                            |
| 24                             | Clément Jolibert (FRA)         | 46e                            |
| 25                             | Gaëtan Pol (FRA)               | 26e                            |
| 26                             | Victor Tourde (FRA)*           | 57e                            |
| Directeur sportif :            |                                |                                |

| CSC Abymienne-Propreté 2000 - | CSC Abymienne-Propreté 2000 - | CSC Abymienne-Propreté 2000 - |
| ----------------------------- | ----------------------------- | ----------------------------- |
| Num                           | Coureur                       | Pos                           |
| 31                            | Meving Gène (FRA)             | 17e                           |
| 32                            | Ronald Géran (FRA)            | 36e                           |
| 33                            | Collins Phaëton (FRA)         | AB-1                          |
| 34                            | Taïno Cailliau (FRA)*         | 19e                           |
| Directeur sportif :           |                               |                               |

| Inteja DCT          | Inteja DCT            | Inteja DCT |
| ------------------- | --------------------- | ---------- |
| Num                 | Coureur               | Pos        |
| 41                  | Adrián Núñez (DOM)    | AB-3       |
| 42                  | Steven Polanco (DOM)* | 47e        |
| 43                  | Jesús Marte (DOM)*    | 70e        |
| 44                  | Benjamín Prades (ESP) | 9e         |
| 45                  | Daniel Bonilla (CRC)  | 14e        |
| 46                  | Kaden Hopkins (BER)*  | 21e        |
| Directeur sportif : |                       |            |

| Team Cama CCD -     | Team Cama CCD -         | Team Cama CCD - |
| ------------------- | ----------------------- | --------------- |
| Num                 | Coureur                 | Pos             |
| 51                  | Boris Carène (FRA)      | 16e             |
| 52                  | Julien Pierrat (FRA)    | 68e             |
| 53                  | Edwin Sánchez (COL)     | 5e              |
| 54                  | Kévin Karioua (FRA)     | NP-6            |
| 55                  | Mathieu Pellegrin (FRA) | 33e             |
| 56                  | Florent Laffite (FRA)   | 50e             |
| Directeur sportif : |                         |                 |

| Vendée U            | Vendée U                  | Vendée U |
| ------------------- | ------------------------- | -------- |
| Num                 | Coureur                   | Pos      |
| 61                  | Lucas Boniface (FRA)*     | 53e      |
| 62                  | Thomas Bonnet (FRA)       | 4e       |
| 63                  | Antonin Corvaisier (FRA)* | 49e      |
| 64                  | Baptiste Vadic (FRA)*     | 32e      |
| 65                  | Théo Menant (FRA)         | 51e      |
| 66                  | Nicola Marcerou (FRA)*    | 58e      |
| Directeur sportif : |                           |          |

| Karukera Assainissement PDL - | Karukera Assainissement PDL - | Karukera Assainissement PDL - |
| ----------------------------- | ----------------------------- | ----------------------------- |
| Num                           | Coureur                       | Pos                           |
| 71                            | Kendric Clavier (FRA)         | 23e                           |
| 72                            | Kenny Jean-Jacques (FRA)      | 67e                           |
| 75                            | Larry Lutin (FRA)             | 40e                           |
| 76                            | Neddhym Nemorin (FRA)         | AB-2                          |
| Directeur sportif :           |                               |                               |

| Kuwait Pro Cycling Team KPT | Kuwait Pro Cycling Team KPT  | Kuwait Pro Cycling Team KPT |
| --------------------------- | ---------------------------- | --------------------------- |
| Num                         | Coureur                      | Pos                         |
| 81                          | James Jobber (GBR)           | 43e                         |
| 82                          | Mehdi Tigrine (BEL)          | 71e                         |
| 83                          | Ahmad Wais (SYR)             | 52e                         |
| 84                          | Matthew Clements (GBR)       | 59e                         |
| 85                          | Abdulhadi Alajmi (KUW)       | 63e                         |
| 86                          | Polychrónis Tzortzákis (GRE) | 30e                         |
| Directeur sportif :         |                              |                             |

| ASC Karak -         | ASC Karak -          | ASC Karak - |
| ------------------- | -------------------- | ----------- |
| Num                 | Coureur              | Pos         |
| 91                  | Daryl Corial (FRA)   | NP-P        |
| 92                  | Johann Dartron (FRA) | 72e         |
| 93                  | Omer Ramsahai (FRA)  | AB-2        |
| 94                  | Yorman Fuentes (VEN) | 11e         |
| 96                  | Ever Rivera (COL)    | 25e         |
| Directeur sportif : |                      |             |

| Dukla Banská Bystrica DKB | Dukla Banská Bystrica DKB | Dukla Banská Bystrica DKB |
| ------------------------- | ------------------------- | ------------------------- |
| Num                       | Coureur                   | Pos                       |
| 101                       | Lukáš Kubiš (SVK)*        | 27e                       |
| 102                       | Patrik Tybor (SVK)        | 15e                       |
| 103                       | Pavol Rovder (SVK)*       | 35e                       |
| 105                       | Adam Foltán (SVK)*        | 66e                       |
| 106                       | Filip Lohinský (SVK)*     | AB-3                      |
| Directeur sportif :       |                           |                           |

| Excelsior -         | Excelsior -               | Excelsior - |
| ------------------- | ------------------------- | ----------- |
| Num                 | Coureur                   | Pos         |
| 111                 | Grégory Blondin (FRA)     | 31e         |
| 112                 | Odvelt Clergé (HAI)*      | 64e         |
| 113                 | Alexandre Lachages (FRA)  | 44e         |
| 114                 | Mathieu Matarese (FRA)    | 39e         |
| 115                 | Joan Matheau (FRA)*       | 38e         |
| 116                 | Alexandre Rabinaud (FRA)* | NP-3        |
| Directeur sportif : |                           |             |

| Mixte AutoLagon -   | Mixte AutoLagon -  | Mixte AutoLagon - |
| ------------------- | ------------------ | ----------------- |
| Num                 | Coureur            | Pos               |
| 131                 | Carl Legrand (FRA) | NP-P              |
| 132                 | Joris Pelou (FRA)  | NP-3              |
| 133                 | Widjy Relmy (FRA)  | 37e               |
| 134                 | Tony Vanony (FRA)* | 24e               |
| Directeur sportif : |                    |                   |

| CC Étupes # -       | CC Étupes # -              | CC Étupes # - |
| ------------------- | -------------------------- | ------------- |
| Num                 | Coureur                    | Pos           |
| 141                 | Axel Zingle (FRA)          | 13e           |
| 142                 | Clément Braz Afonso (FRA)* | 3e            |
| 143                 | Gwen Leclainche (FRA)*     | 6e            |
| 144                 | Maxime Richard (FRA)*      | 56e           |
| 145                 | Johan Seddiki (FRA)*       | AB-3          |
| 146                 | Eliott Pierre (FRA)*       | 34e           |
| Directeur sportif : |                            |               |

| Gwada Bikers 118 -  | Gwada Bikers 118 -       | Gwada Bikers 118 - |
| ------------------- | ------------------------ | ------------------ |
| Num                 | Coureur                  | Pos                |
| 151                 | Kevin Duro (FRA)         | AB-5               |
| 152                 | Pascal Bousquet (FRA)    | AB-7               |
| 153                 | Mathieu Catherine (FRA)  | NP-1               |
| 154                 | Donovane Manicord (FRA)* | NP-P               |
| Directeur sportif : |                          |                    |

| Team USC Goyave -   | Team USC Goyave -      | Team USC Goyave - |
| ------------------- | ---------------------- | ----------------- |
| Num                 | Coureur                | Pos               |
| 161                 | Yannis Agricole (FRA)* | 69e               |
| 162                 | Audric Blondin (FRA)   | 65e               |
| 163                 | Jeiël Largitte (FRA)*  | 48e               |
| 164                 | Adrien Urcel (FRA)*    | 28e               |
| 165                 | Damien Urcel (FRA)     | 18e               |
| 166                 | Hendrick Valluet (FRA) | AB-2              |
| Directeur sportif : |                        |                   |

| USR Vélo STPA -     | USR Vélo STPA -           | USR Vélo STPA - |
| ------------------- | ------------------------- | --------------- |
| Num                 | Coureur                   | Pos             |
| 173                 | Jordan Forclot (FRA)      | AB-1            |
| 174                 | Jean-Philippe Kondi (FRA) | AB-9            |
| 175                 | Gilles Suares (FRA)       | 42e             |
| 176                 | Joan-Lou Georges (HAI)    | AB-3            |
| Directeur sportif : |                           |                 |

| Jeunesse Cycliste des Abymes - | Jeunesse Cycliste des Abymes - | Jeunesse Cycliste des Abymes - |
| ------------------------------ | ------------------------------ | ------------------------------ |
| Num                            | Coureur                        | Pos                            |
| 181                            | Ludjy Jean-Denis (FRA)*        | NP-1                           |
| 182                            | Gaël Bordée (FRA)              | AB-3                           |
| 183                            | Oliver Claude (FRA)*           | NP-P                           |
| 184                            | Joachim Bray Gregorio (POR)    | 41e                            |
| 185                            | Jérémy Deloumeaux (FRA)*       | AB-5                           |
| Directeur sportif :            |                                |                                |

| US Lamentin -       | US Lamentin -          | US Lamentin - |
| ------------------- | ---------------------- | ------------- |
| Num                 | Coureur                | Pos           |
| 192                 | Fendley Boyeau (FRA)   | AB-7          |
| 193                 | Raphaël Lautone (FRA)* | 54e           |
| 194                 | José Alarcón (VEN)     | 7e            |
| 195                 | Damien Laversane (FRA) | 55e           |
| Directeur sportif : |                        |               |

| Sélection de Martinique - | Sélection de Martinique - | Sélection de Martinique - |
| ------------------------- | ------------------------- | ------------------------- |
| Num                       | Coureur                   | Pos                       |
| 201                       | Mickaël Stanislas (FRA)   | AB-3                      |
| 202                       | Kylian Alger (FRA)*       | NP-4                      |
| 203                       | Johan Gobin (FRA)         | 45e                       |
| 204                       | Jordan Labejof (FRA)      | AB-4                      |
| 205                       | Guillaume Brasseur (FRA)  | AB-4                      |
| Directeur sportif :       |                           |                           |